# Онірична література
Онірична (від дав.-гр. ὄναρ, ὄνειρος, грец. όνειρο — сон, мрія) література — література, сенс якої виражається або завдяки мотиву сновидіння, або через особливості зумовленої ним композиції.
Як літературний прийом, сновидіння служить для найрізноманітніших цілей формальної побудови і художньої композиції усього твору і його складових частин, ідеологічної та психологічної характеристики дійових осіб і, нарешті, викладу поглядів самого автора.
Зустрічається в міфах, епосі, релігійних творах, історичних хроніках, белетристиці і поезії по всьому світу з найдавніших часів. До такої практики зверталися автори агіографій, вона поширювалася за доби бароко, романтизму, найповніше реалізувалася у річищі сюрреалізму.